# Antonio Esplugas
Antonio Esplugas y Puig (26. dubna 1852, Barcelona – 25. března 1929, tamtéž) byl jedním z prvních katalánských fotografů.

## Životopis
Narodil se jako syn malíře a učitele kresby Antonia Esplugase y Guala a jeho manželky Mariany Puig y Batlle z Vilanova. V dětství začal ve světě malby, povolání, které opustil po svatbě s Rosou Generes. V roce 1876 otevřel fotografický ateliér v Barceloně na náměstí Plaza del Teatro.  V roce 1881 mu byl udělen kříž Řádu Isabel la Católica za to, že dokázal získat snímek za čtvrt sekundy.
Na Světové výstavě v roce 1888 získal výlučné právo fotografovat lidi, kteří se účastnili letu balónem. Díky tomu získal také letecké snímky Barcelony, za které obdržel stříbrnou medaili výstavy. Tyto fotografie byly nějakou dobu považovány za první letecké snímky pořízené ve Španělsku, předchůdce snímků pořízených z letadel v roce 1920. Ačkoli ve skutečnosti Charles Clifford již v roce 1855 provedl letecký pohled na Sevillu z horkovzdušného balónu.

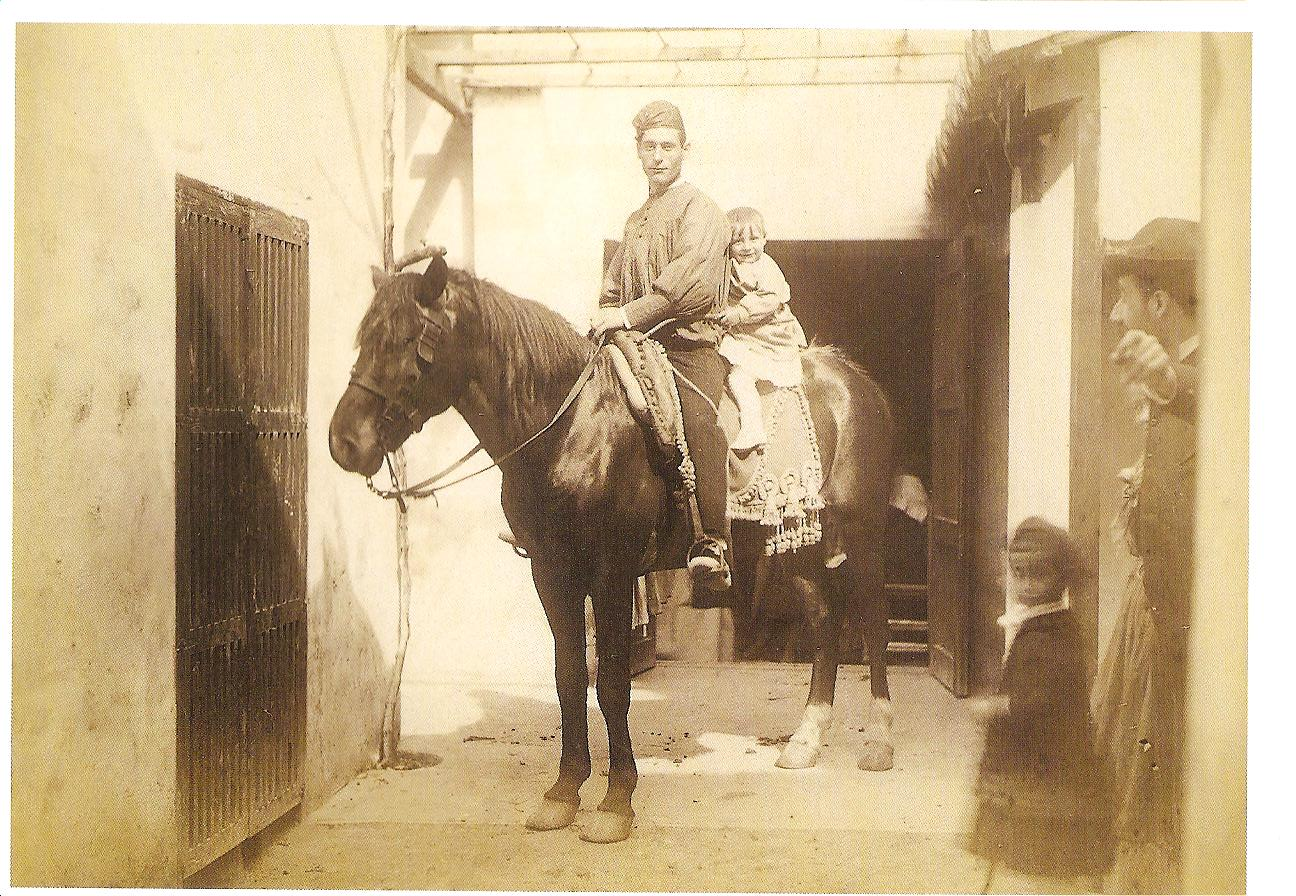
Scéna ve stylu costumbrista, albuminový papír, 1890

Jeho práce se těšila velkému uznání díky různým cenám a dekoracím, jako například získal čestný diplom na londýnské výstavě v roce 1887, stříbrné medaile na výstavách v Barceloně v roce 1888 a v Paříži v roce 1899. Prestiž si užíval také jako fotograf královského domu a rytíř řádu Isabel la Católica . V důsledku toho byl schopen rozšířit své fotografické studio a přestěhovat se do Paseo de Gracia, který byl v té době centrem fotografických společností, jeho spolu s firmou Pabla Audouarda a Compañía fotográfica Napoleón patřil k nejdůležitějším v Katalánsku. V jeho firmě pracovalo třináct zaměstnanců.
Souběžně s touto obvyklou prací procestoval Španělsko a vytvořil velkou sbírku portrétů tehdejších umělců: zpěváků, tanečníků, toreadorů, pelotaris atd., které později prodával ve formátu carte de visite a pohlednic.  Praktikoval také osobnější typ fotografie ve dvou aspektech, které jej odlišují od většiny fotografů své doby: akty a informativní fotografie blízká fotožurnalistice . 
Mezi další projekty prosazoval vytvoření fotografického muzea vydáním Galería de catalanes ilustres (Galerie slavných Katalánců), Guía cicerone del viajero o bañista a další. Jeho sbírka je dnes uchovávaná v Národním archivu Katalánska, a skládá se z asi 30 000 fotografií, z nichž většina jsou portréty.

## Galerie

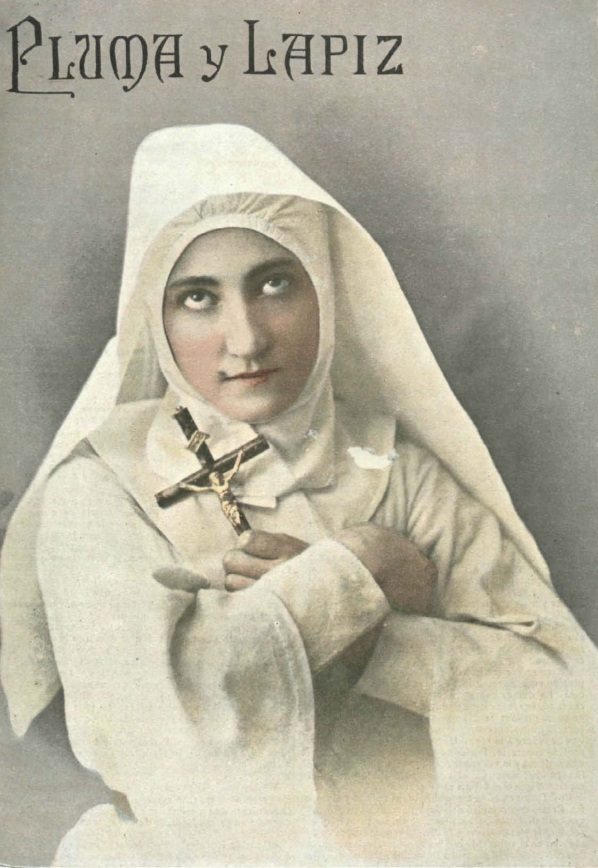
Carmen Cobeña
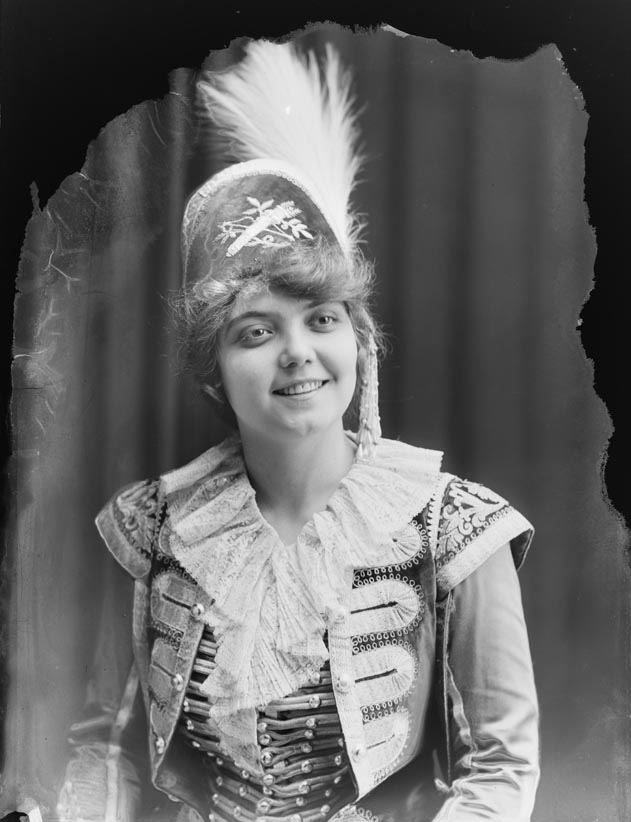
Concepció "Conxita" Supervia i Pascual
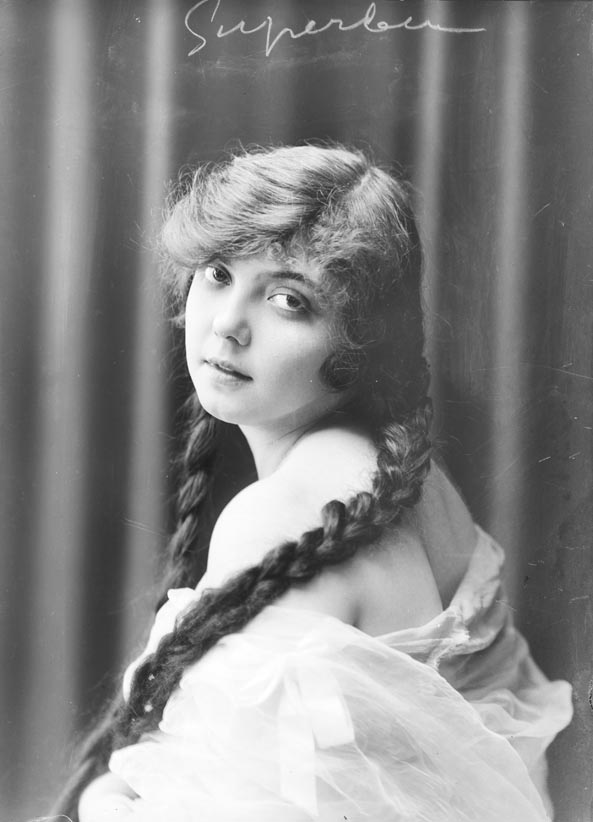
Concepció "Conxita" Supervia i Pascual
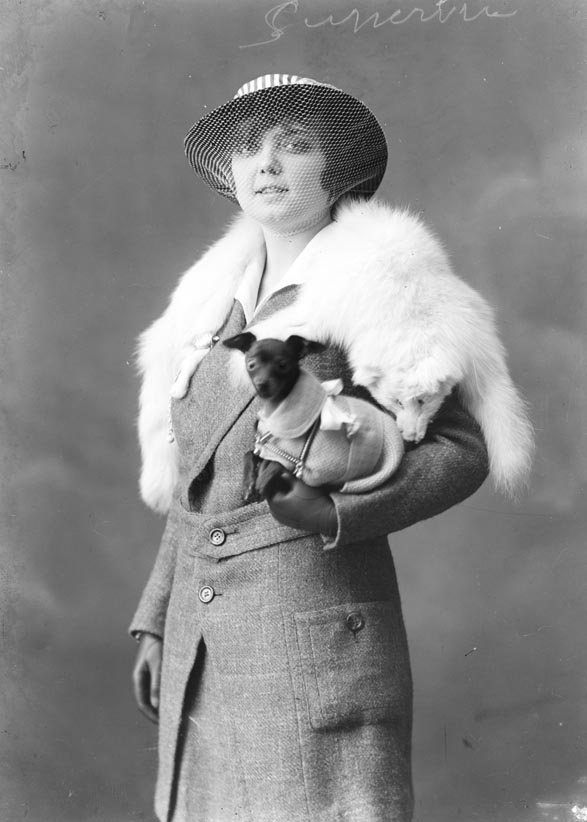
Concepció "Conxita" Supervia i Pascual
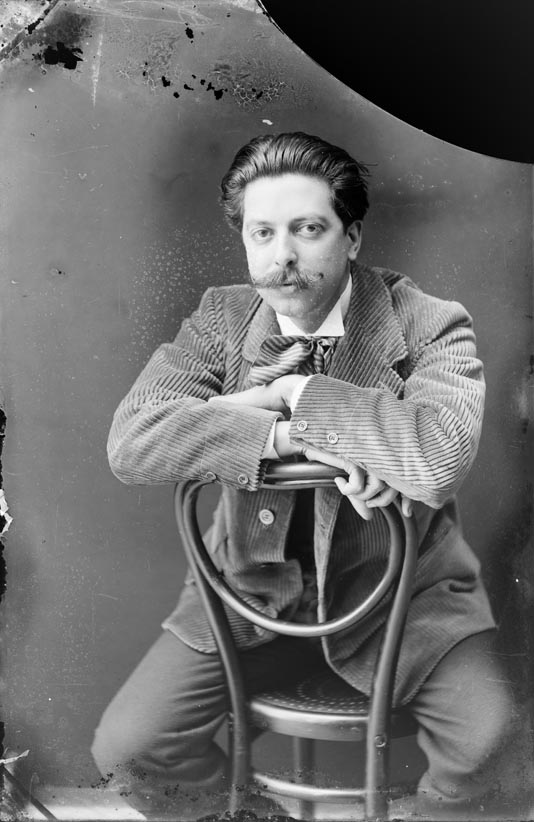
Enric Granados i Campiña
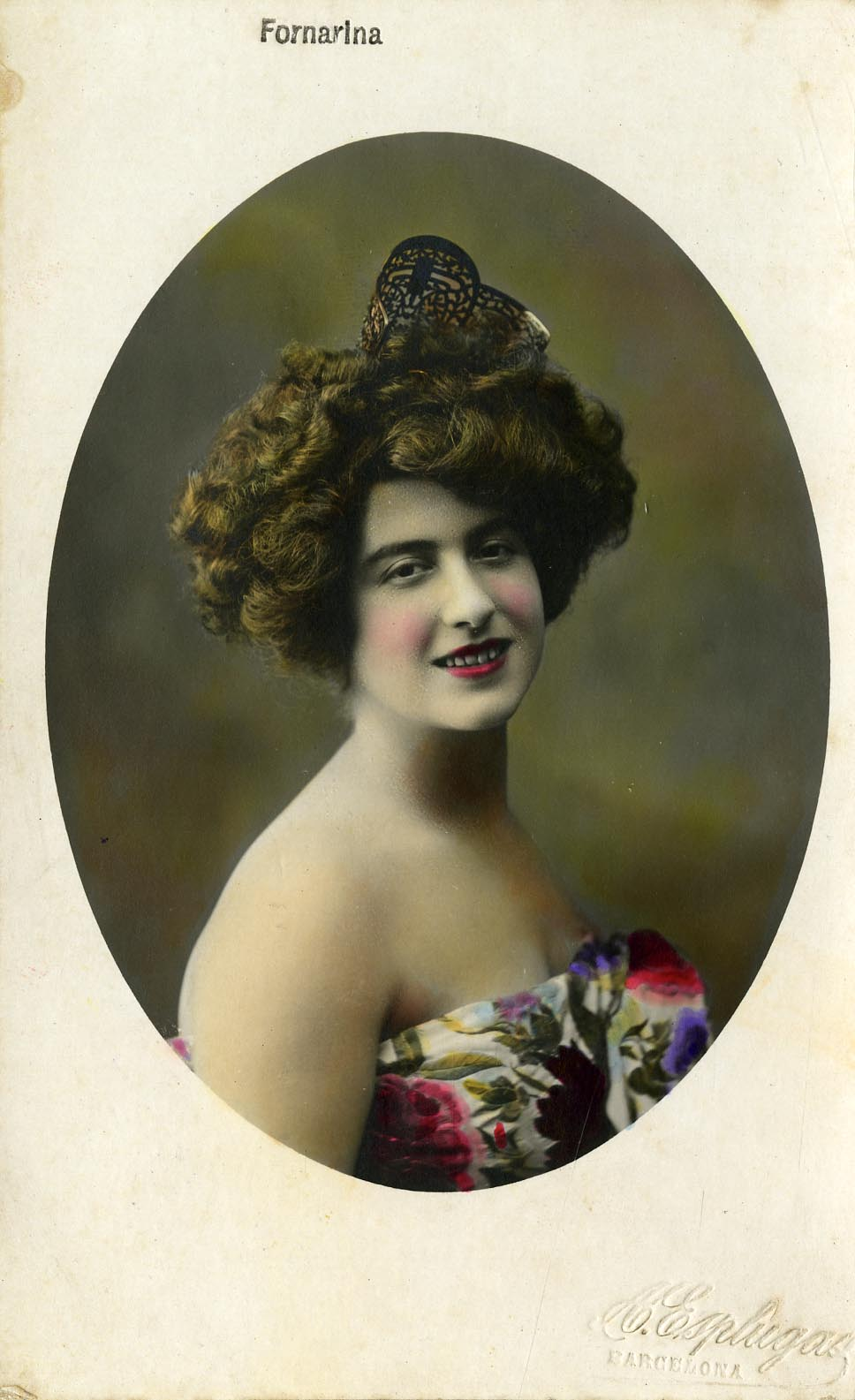
Retrat Fornarina
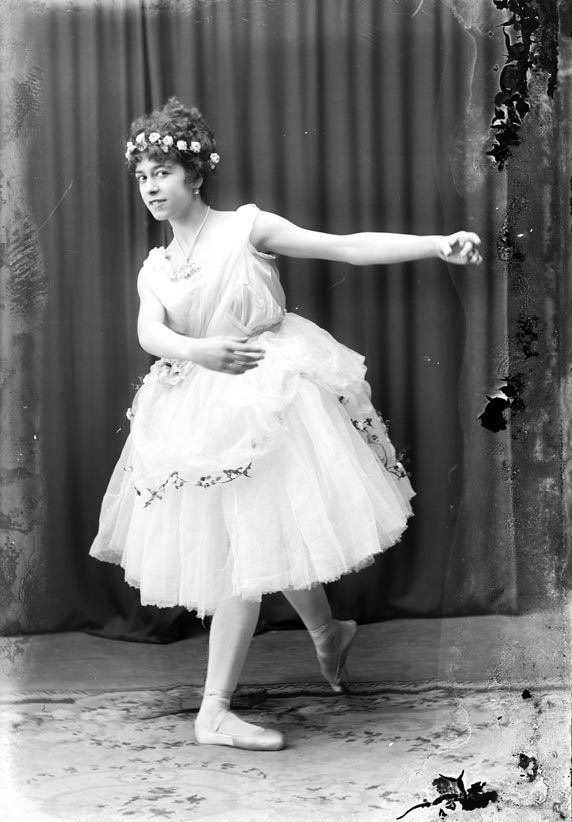
Teresa Boronat
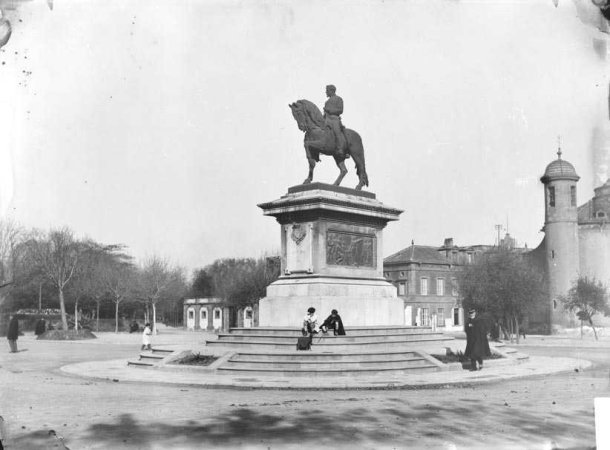
Monument al general Prim, Barcelona